# 1902年の相撲
1902年の相撲（1902ねんのすもう）は、1902年の相撲関係のできごとについて述べる。
1901年-1902年-1903年

## 台覧相撲
- 7月4日、芝離宮においてロシア大公が相撲を台覧した[1]。
- 12月21日、芝離宮においてシャム国皇太子（ラーマ6世）に台覧相撲を披露した[1]。

## 本場所など
- 1月場所（東京相撲）[2]
  - 興行場所:本所回向院
  - 1月10日より晴天10日間興行
- 3月場所（京都相撲）[3]
  - 興行場所:花見小路祇園館跡空地
  - 3月1日より興行
- 5月場所（東京相撲）[4]
  - 興行場所:本所回向院
  - 5月21日より晴天10日間興行
- 6月場所（大阪相撲）[1]
  - 興行場所:南地五階南手空地
  - 晴天10日間興行

## 誕生
- 1月26日 - 伊勢ノ濱寅之助（最高位：前頭6枚目、所属：根岸部屋→中立部屋→二子山部屋→出羽海部屋、+ 1985年【昭和60年】）[5]
- 2月13日 - 荒山宇三郎（最高位：十両6枚目、所属：花籠部屋→峰崎部屋→片男波部屋→伊勢ノ海部屋→花籠部屋、+ 没年不明）
- 2月23日 - 伊勢錦清（最高位：十両9枚目、所属：清見潟部屋→出羽海部屋、+ 1967年【昭和42年】）
- 3月12日 - 銚子灘傳右エ門（最高位：前頭14枚目、所属：中立部屋→二子山部屋→出羽海部屋、+ 1935年【昭和10年】）[6]
- 3月30日 - 真鶴秀五郎（最高位：小結、所属：追手風部屋→朝日山部屋、+ 1937年【昭和12年】）[7]
- 4月23日 - 霞ヶ浦忠男（最高位：十両5枚目、所属：出羽海部屋、+ 1945年【昭和20年】）
- 5月4日 - 鏡岩善四郎（最高位：大関、所属：粂川部屋、+ 1950年【昭和25年】）[8]
- 5月4日 - 栃ノ花善治郎（最高位：十両2枚目、所属：春日野部屋、+ 1992年【平成4年】）
- 6月6日 - 信夫山秀之助（最高位：前頭2枚目、所属：出羽海部屋、+ 1957年【昭和32年】）[9]
- 7月21日 - 星甲實義（最高位：前頭2枚目、所属：井筒部屋、+ 1944年【昭和19年】）[10]
- 11月18日 - 錦城山勇吉（最高位：前頭2枚目（大阪大関）、所属：小野川部屋、+ 1987年【昭和62年】）[11]
- 12月7日 - 高ノ花武也（最高位：前頭8枚目、所属：出羽海部屋、+ 1960年【昭和35年】）[12]
- 12月20日 - 出羽ヶ嶽文治郎（最高位：関脇、所属：出羽海部屋、+ 1950年【昭和25年】）[13]

## 死去
- 1月9日 - 八陣信蔵（最高位：横綱（五条家免許、大坂相撲）、所属：小野川部屋、* 1837年【天保8年】）
- 5月28日 - 若島幸右エ門（最高位：前頭7枚目（大阪大関）、所属：八角部屋、* 1872年【明治5年】）